# هبتين
الهبتين هو ألكين من درجة مرتفعة وصيغته الكيميائية هي  C7H14. يأتي المنتج التجاري منه على هيئة سائلة عبارة عن خليط من الإيزوميرات، يُستخدم الهبتين كمادة في المزلّقات وكحفاز وكمؤثر سطحي، يعرف أيضا بالهبتلين.